# Майкопская плита

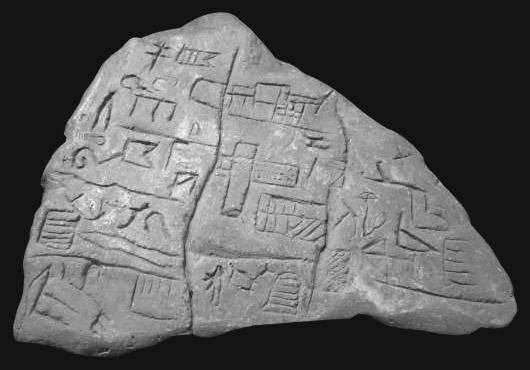
Майкопская плита

Майкопская плита — археологический объект, содержащий нерасшифрованную, псевдоиероглифическую запись (предположительно, письменность носителей майкопской археологической или же более древней культуры).

## Общие сведения
Представляет из себя каменную плиту треугольной формы с надписью на неизвестном языке. Найдена случайно в 1960 году на территории Коэщевского городища (солярного святилища). Первая публикация о Майкопской плите была сделана в журнале «Техника — молодёжи» (№ 11, 1964 г., с. 9).
Исследовалась Е. И. Крупновым и Г. Ф. Турчаниновым.
Единственный экземпляр хранится в Санкт-Петербургском этнографическом музее.

### Датировка
Предварительно датируется периодом, синхронным с майкопской археологической культурой, то есть с середины IV тыс. до. н. э. по середину III тыс. до н. э. Даже при датировке «конец III тыс. до н. э.» Майкопская плита — самый древний материальный артефакт создания письменности автохтонным народом на территории бывшего СССР и России.

## Попытки расшифровки
Пока известны лишь две попытки расшифровки.
Г. Ф. Турчанинов заявил, что успешно расшифровал надпись на Майкопской плите, используя абхазский язык, и заявил об открытии им «ашуйского письма», которым, по его мнению, пользовались далёкие предки абхазо-адыгских народов. По его мнению плита содержит следующий текст:

«Этот азегского царя Великого Марны потомок (сын) есть. Крепость Айя его собственность. Пагя из Хизы сюда выйдя в начале месяца сева в 21 году, соорудил (эту) крепость в стране скал, в золотоносной земле, в долине Паху».
Н. Г. Ловпаче предпринял попытки сопоставления Майкопской плиты с надписями на т. н. меотских таблетках, более поздней меотской археологической культуры, которые пока не позволили приблизиться к расшифровке. Также он обнародовал свою версию перевода текста Майкопской плиты, используя реконструкцию древнеадыгского языка:

«Великий жрец Хебату, наместник бога касутава, 51-летний муж, придя в „сады“, построил город отпрыску царского дома Сапуле, младшему брату Арнувады. Тысячу рук (строителей), маталла и агари (граб) доставил правитель в город. В 25-й год хатама (процветания?) правитель освятил дворцовую крепость Маэ жертвой 21 овцы божеству зерна Хаяме, обпахав его».— 
Однако эти расшифровки ещё не получили оценки или признания научного сообщества.